# ريان جاكسون (لاعب كرة قاعدة أمريكي)
ريان جاكسون (بالإنجليزية: Ryan Jackson)‏ هو لاعب كرة قاعدة أمريكي، ولد في 10 مايو 1988 في ميامي في الولايات المتحدة.

## وصلات خارجية
- ريان جاكسون (لاعب كرة قاعدة أمريكي) على موقع دوري كرة القاعدة الرئيسي (الإنجليزية)
- ريان جاكسون (لاعب كرة قاعدة أمريكي) على موقعبيزبول رفرنس.كوم (الدوري الرئيسي) (الإنجليزية)
- ريان جاكسون (لاعب كرة قاعدة أمريكي) على موقعبيزبول رفرنس.كوم (الدوري الثانوي) (الإنجليزية)
- ريان جاكسون (لاعب كرة قاعدة أمريكي) على موقع إي إس بي إن.كوم (أم.أل.بي) (الإنجليزية)
- ريان جاكسون (لاعب كرة قاعدة أمريكي) على موقع مشجعي الرسوم البيانية (الإنجليزية)